# Yaimar Medina
Yaimar Abel Medina Ortiz (Eloy Alfaro, Esmeraldas, 5 de noviembre de 2004) es un futbolista ecuatoriano. Juega como centrocampista y su equipo actual es el K. R. C. Genk de la Primera División de Bélgica.

## Trayectoria
Se formó en las divisiones juveniles de Independiente del Valle y debutó con el primer equipo el 30 de julio de 2022, en la cuarta fecha de la segunda etapa de la Serie A de Ecuador, en un empate 1-1 contra Barcelona.
Su debut internacional ocurrió en el partido de vuelta de los cuartos de final de la Copa Sudamericana, cuando ingresó en reemplazo de Júnior Sornoza en la victoria 4-1 ante Deportivo Táchira de Venezuela. Al finalizar la temporada, se coronó campeón de la Copa Ecuador y la Copa Sudamericana. Además, fue subcampeón de la Copa Libertadores Sub-20 tras perder la final ante Peñarol de Uruguay.
El 3 de junio de 2023 anotó su primer gol en la Serie A, contribuyendo al triunfo 2-0 de su equipo sobre Aucas. En esa temporada, conquistó importantes títulos con Independiente del Valle, como la Supercopa de Ecuador y la Recopa Sudamericana. Asimismo, volvió a ser subcampeón de la Copa Libertadores Sub-20, esta vez tras caer en la final frente a Boca Juniors.
El 9 de enero de 2025, el K. R. C. Genk de la Primera División de Bélgica anunció su fichaje en una transferencia directa desde Independiente del Valle, con un contrato por cuatro años y medio.

## Selección nacional

### Categorías inferiores
Fue internacional con la selección sub-15 de Ecuador, con la que participó en el Sudamericano Sub-15 de 2019 en Paraguay, jugando tres partidos y anotando un gol.
Además, formó parte de la selección Sub-20 en el Sudamericano Sub-20 de 2023 en Colombia, donde jugó nueve partidos y marcó un gol. En dicho torneo, Ecuador logró el cuarto lugar, asegurando su clasificación al Mundial Sub-20 de 2023 celebrado en Argentina.
El 27 de diciembre de 2023, fue incluido por el entrenador Miguel Bravo en la lista de jugadores de la selección sub-23 de Ecuador, para su participación en el preolímpico de 2024 realizado en Venezuela. En el torneo, marcó un doblete ante Colombia en la victoria de Ecuador por 3-0, y anotó otro gol de tiro libre en el empate 1-1 frente a Venezuela. A pesar de sus contribuciones, Ecuador quedó eliminado en la primera fase al perder 2-1 contra Brasil en su cuarto encuentro.

#### Participaciones en Sudamericanos
| Campeonato                              | Sede      | Resultado    | Partidos | Goles |
| --------------------------------------- | --------- | ------------ | -------- | ----- |
| Sudamericano Sub-15 de 2019             | Paraguay  | Primera fase | 3        | 1     |
| Sudamericano Sub-20 de 2023             | Colombia  | Cuarto lugar | 9        | 1     |
| Preolímpico Sudamericano Sub-23 de 2024 | Venezuela | Primera fase | 4        | 3     |

### Selección absoluta
Fue incluido por Sebastián Beccacece como sparring del equipo que encaró la doble fecha de las eliminatorias para el Mundial de Canadá, Estados Unidos y México 2026 de septiembre de 2024 ante Brasil y Perú.
Medina hizo su debut con la Selección absoluta el 6 de septiembre de 2024 en un partido de clasificación para la Copa del Mundo contra Brasil en el Estádio Couto Pereira. Ingresó en sustitución de Pervis Estupiñán en el minuto 85. Brasil ganó 1-0.

#### Participaciones en eliminatorias mundialistas
| Mundial            | Sede            | Resultado   | Partidos | Goles |
| ------------------ | --------------- | ----------- | -------- | ----- |
| Eliminatorias 2026 | América del Sur | Clasificado | 2        | 0     |

### Partidos internacionales
Actualizado al último partido disputado el 5 de junio de 2025.
| \| N.° \| Fecha \| Ciudad \| Rival \| Resultado \| Resultado \| Competencia \| \| --- \| ----------------------- \| --------- \| ------ \| --------- \| --------- \| ----------------------------- \| \| 1. \| 6 de septiembre de 2024 \| Curitiba \| Brasil \| 0-1 \| Derrota \| Eliminatorias al Mundial 2026 \| \| 2. \| 5 de junio de 2025 \| Guayaquil \| Brasil \| 0-0 \| Empate \| Eliminatorias al Mundial 2026 \| |                         |           |        |           |           |                               |
| N.° | Fecha                   | Ciudad    | Rival  | Resultado | Resultado | Competencia                   |
| 1. | 6 de septiembre de 2024 | Curitiba  | Brasil | 0-1       | Derrota   | Eliminatorias al Mundial 2026 |
| 2. | 5 de junio de 2025      | Guayaquil | Brasil | 0-0       | Empate    | Eliminatorias al Mundial 2026 |

## Estadísticas

### Clubes
Actualizado al último partido disputado el 10 de agosto de 2025.
| Club                              | Div.          | Temporada     | Liga  | Liga  | Copas nacionales | Copas nacionales | Copas internacionales | Copas internacionales | Total | Total |
| Club                              | Div.          | Temporada     | Part. | Goles | Part.            | Goles            | Part.                 | Goles                 | Part. | Goles |
| --------------------------------- | ------------- | ------------- | ----- | ----- | ---------------- | ---------------- | --------------------- | --------------------- | ----- | ----- |
| Independiente del Valle · Ecuador | 1.ª           | 2022          | 5     | 0     | 2                | 0                | 1                     | 0                     | 8     | 0     |
| Independiente Juniors · Ecuador   | 2.ª           | 2022          | 1     | 0     | —                | —                | —                     | —                     | 1     | 0     |
| Independiente Juniors · Ecuador   | 2.ª           | 2023          | 1     | 0     | —                | —                | —                     | —                     | 1     | 0     |
| Independiente Juniors · Ecuador   | Total club    | Total club    | 2     | 0     | 0                | 0                | 0                     | 0                     | 2     | 0     |
| Independiente del Valle · Ecuador | 1.ª           | 2023          | 18    | 1     | —                | —                | 4                     | 0                     | 22    | 1     |
| Independiente del Valle · Ecuador | 1.ª           | 2024          | 25    | 5     | 5                | 0                | 6                     | 0                     | 36    | 5     |
| Independiente del Valle · Ecuador | Total club    | Total club    | 48    | 6     | 7                | 0                | 11                    | 0                     | 66    | 6     |
| Jong Genk · Bélgica               | 2.ª           | 2024-25       | 1     | 0     | 0                | 0                | 0                     | 0                     | 1     | 0     |
| Jong Genk · Bélgica               | Total club    | Total club    | 1     | 0     | 0                | 0                | 0                     | 0                     | 1     | 0     |
| K. R. C. Genk · Bélgica           | 1.ª           | 2024-25       | 3     | 0     | 0                | 0                | 0                     | 0                     | 3     | 0     |
| K. R. C. Genk · Bélgica           | 1.ª           | 2025-26       | 2     | 0     | 0                | 0                | 0                     | 0                     | 2     | 0     |
| K. R. C. Genk · Bélgica           | Total club    | Total club    | 5     | 0     | 0                | 0                | 0                     | 0                     | 5     | 0     |
| Total carrera                     | Total carrera | Total carrera | 56    | 6     | 7                | 0                | 11                    | 0                     | 74    | 6     |
| 1. 2.                             |               |               |       |       |                  |                  |                       |                       |       |       |

### Selección
Actualizado al último partido disputado el 5 de junio de 2025.
| Selección       | Año             | Amistosos | Amistosos | Amistosos | Continental | Continental | Continental | Mundial | Mundial | Mundial | Total | Total | Total  | Media goleadora |
| Selección       | Año             | Part.     | Goles     | Asist.    | Part.       | Goles       | Asist.      | Part.   | Goles   | Asist.  | Part. | Goles | Asist. | Media goleadora |
| --------------- | --------------- | --------- | --------- | --------- | ----------- | ----------- | ----------- | ------- | ------- | ------- | ----- | ----- | ------ | --------------- |
| Sub-15          | 2019            | —         | —         | —         | 3           | 1           | 0           | —       | —       | —       | 3     | 1     | 0      | 0.33            |
| Sub-20          | 2023            | —         | —         | —         | 9           | 1           | 0           | —       | —       | —       | 9     | 1     | 0      | 0.11            |
| Sub-23          | 2024            | —         | —         | —         | 4           | 3           | 0           | —       | —       | —       | 4     | 3     | 0      | 0.75            |
| Absoluta        | 2024            | —         | —         | —         | 1           | 0           | 0           | —       | —       | —       | 1     | 0     | 0      | 0               |
| Absoluta        | 2025            | —         | —         | —         | 1           | 0           | 0           | —       | —       | —       | 1     | 0     | 0      | 0               |
| Absoluta        | Total           | 0         | 0         | 0         | 2           | 0           | 0           | 0       | 0       | 0       | 2     | 0     | 0      | 0               |
| Total selección | Total selección | 0         | 0         | 0         | 18          | 5           | 0           | 0       | 0       | 0       | 18    | 5     | 0      | 0.28            |
| 1.              |                 |           |           |           |             |             |             |         |         |         |       |       |        |                 |

## Palmarés

### Campeonatos nacionales
| Título               | Equipo                  | Año  |
| -------------------- | ----------------------- | ---- |
| Copa Ecuador         | Independiente del Valle | 2022 |
| Supercopa de Ecuador | Independiente del Valle | 2023 |

### Campeonatos internacionales
| Título              | Equipo                  | Año  |
| ------------------- | ----------------------- | ---- |
| Copa Sudamericana   | Independiente del Valle | 2022 |
| Recopa Sudamericana | Independiente del Valle | 2023 |